# Pomník Mistra Jana Husa (Malšovice)
Pomník Mistra Jana Husa v Malšovicích je pískovcový pomník, který byl odhalen 8. června 1924. Je jedním ze 6 pomníků tomuto církevnímu reformátorovi na území města Hradce Králové.

## Popis pomníku
Na vysokém hranolovém odstupňovaném podstavci s nápisem: „Také prosím Vás, abyste se milovali, dobrých násilím tlačiti nedali a pravdy každému přáli.“ se nachází nadživotní Husova socha, která je oblečená do dlouhého roucha a v levé ruce drží knihu – Bibli, kterou pravou rukou tiskne k hrudi.

## Historie
K položení základního kamene pomníku došlo 8. července 1923 při jubileu 25 let trvání Okrašlovacího spolku na Náhoně. Ten poprvé oslavil Husovo výročí 5. července 1897. Pomník z hořického pískovce je podle místní kroniky prací královéhradeckého kameníka a sochaře Václava Škody dle návrhu akademického sochaře Václava Škody mladšího a stál 9 000 Kč. Jiné prameny udávají jako autora sochy Josefa Škodu, např. Zpravodaj Společnosti ochránců památek ve východních Čechách č. 1/2011. Protože však kronika byla psána členem Husova komitétu, je nesporné, že autorství pomníku patří Václavu Škodovi.
6. září 1923 se obecní zastupitelstvo usneslo na tom, aby byl pozemek u vily Jana Šolce čp. 34 na Náhoně, na němž bude postaven Husův pomník, věnován na věčné časy tomuto účelu. Zároveň se zavázalo, že držebnost pomníku právně zajistí u Okresní správní komise v Hradci Králové.
Slavnost odhalení pomníku, konanou 8. června 1924, zahájil místopředseda Husova komitétu řídící učitel v. v. Matěj Tykal, slavnostní řeči se ujal prof. Bohdan Dobiáš a Církev československou zastupoval farář Stanislav Kordule. Po zapění chorálu Dělnickým pěveckým sdružením ze Střelnice a zahrání hymny byla slavnost zakončena a všichni účastníci odešli v průvodu do restaurace U Zezuláků, kde se konala družná zábava s bohatým občerstvením.
Péčí o pomník byl na věčné časy pověřen Okrašlovací spolek na Náhoně, ale v 60.–80. letech 20. století získali tento patronát místní zahrádkáři ze ZO Malšovice. Ti se většinou starali o květinovou výzdobu, přímo pomníku se věnovali minimálně.